# 동아제약
동아제약(東亞製藥)은 대한민국의 의약품 제조 회사로, 본사는 서울특별시 동대문구 용두동에 있다. 대표적인 제품으로는 자양강장제 ‘박카스’가 있다. 2005년 세계에서 4번째로 개발된 발기부전치료제 ‘자이데나(Zydena)’를 출시했다. 모기업인 동아쏘시오홀딩스, 계열사인 동아ST, 동아오츠카, 용마로지스, 한국신동공업 등과 함께 동아쏘시오그룹을 이루고 있다. 2007년 매출액 기준으로 대한민국 최대의 제약사다.
지주회사 전환 과정을 거치면서 동아제약은 일반의약품 부문을 전담하며, 전문의약품 부문은 동아ST가 전담하던 것으로 체계를 개편했다.

## 역사
- 1932년 12월 1일 : 강중희 상점으로 설립
- 1949년 8월 : 사명을 강중회 상점에서 동아제약으로 변경
- 1954년 7월 : 건위소화제 생명수 출시
- 1957년 : 일본 HOYU사의 염모제 비겐 수입판매 발매
- 1958년 : 서울특별시 동대문구 용두동에 본사와 공장을 준공
- 1959년 : 광범위항생제 가나마이신을 생산
- 1961년 : 종합감기약 판피린 알약 형태 출시
- 1961년 : 박카스 당의정을 잇따라 생산 시작.
- 1963년 : 박카스-디를 생산하기 시작.
- 1964년 : 분말타입 염모제 비겐분말 출시
- 1968년 : 마시는 종합감기약 판피린코프 출시
- 1975년 : 리리화학공업주식회사 인수, 라미화장품으로 사명 변경.
- 1976년 : 건위소화제 맥소롱 출시 (출시당시에 판피린병 용기로 포장)
- 1976년 : 글루타치온제제 간장약 타치온 출시
- 1977년 : 마시는 종합감기약 판피린에스 재출시
- 1977년 : 소염진통제 나이후랑 출시
- 1980년 : 신경통 치료제 노베단 출시
- 1981년 : 박카스-디 미국 첫 수출
- 1982년 : 국내 최초의 구강청결제 가그린 출시
- 1982년 : 고단위 천연토코페롤 제제 하노백 출시
- 1982년 : 미국 존슨앤드존슨과 합작으로 ㈜한국존슨앤드존슨(지금은 켄뷰코리아) 설립
- 1983년 : 동아제약 반월에 효소,원료 합성 공장 준공
- 1983년 1월 : 동아제약 현재 CI 불멸의 상징 피닉스
- 1984년 1월 : 어린이 종합영양제 미니막스 출시
- 1984년 : 동아제약 대구달성공장 준공
- 1985년 : 프랑스 클랑미드가 개발한 여성청결제 락타시드 출시
- 1987년 : 수출 1,000만 $ 돌파
- 1987년 : 바르는 천연토코페롤제제 스키놀 출시 (또는 스키놀 5개캅셀 출시)
- 1988년 2월 : 속효성 진통제 암씨롱 출시
- 1988년 : 국내최초 3세대 피임약 마이보라 출시
- 1990년 : 마시는 종합감기약 판피린에프 출시
- 1991년 : 바르는 염모제 비겐크림톤 출시
- 1992년 : 동아제약 미국 로스앤잴레스 현지공장 준공
- 1993년 : 어린이 기침치료제 챔프시럽 출시
- 1993년 : 소화기능 이상치료제 멕시롱 출시
- 1994년 : 혈액순환 개선제 써큐란 출시
- 1995년 : 피로회복제 박카스 매출 1,000억 돌파
- 1998년 : 동아제약 대학생 국토대장정 시작
- 2003년 : 허브 성분에 마시는 종합감기약 판피린허브 출시
- 2003년 : 라미화장품을 수석(구 파라다이스-수석농산)에 흡수합병시켜[2] 수석 라미화장품 사업부로 변경(2007년 지오라미화장품(구 수석 라미화장품 사업부), 2009년 라미화장품으로 변경).
- 2008년 : 마시는 종합감기약 판피린큐 재출시
- 2011년 : 박카스 50주년을 맞아 어린이기부단체 굿네이버스에 기부 후원.
- 2013년 3월: 지주회사 전환으로 기존 동아제약이 동아쏘시오홀딩스라는 존속 법인, 동아ST, 동아제약 등의 신설 법인 2개로 분할, 동아쏘시오홀딩스가 일본 Meiji Seika 파마와 함께 홍콩 합작법인으로 체결하며, 인천광역시 연수구 송도동에서 DM 바이오 본사와 공장을 준공. 라미화장품을 바이오스마트에 매각[3].
- 2014년 11월 1일 : 키자니아 서울(MBC플레이비 운영) 내에 '가그린 치과' 체험관을 개장.
- 2015년 10월 : 동아쏘시오홀딩스-당진시 MOU 체결 
 (2020년 신규공장 설립 예정) 
 (2022년 연말까지 공장 이전 예정.)
- 2015년 : 바르는 염모제 비겐크림톤 빠른염색 출시
- 2016년 4월 8일 : 키자니아 부산(MBC플레이비 운영) 내에 '가그린 치과' 체험관을 개장.
- 2018년 8월 : 박카스-박항서 감독 콜라보 베트남에 시장 공략 
 (박카스,일반의약품 베트남에 판매확장)
- 2018년 12월 7일 : Y존 토탈 케어 전문기업 질경이와 업무협약 제휴
- 2019년 10월 : 화장품 브랜드 파티온 론칭 및 출시
- 2022년 4월 21일: 동아제약㈜대구달성공장 폐쇄
- 2022년 4월 22일: 충청남도 천안시 서북구 백석공단1로, 경기도 이천시 경충대로2946번길, 충청남도 당진시 합덕읍 인더스파크로에 각각 동아제약㈜천안공장, 동아제약㈜이천공장, 동아제약㈜당진공장 지점등기 설치.[4]
- 2023년 4월 26일: 피로회복제 박카스 판매 60주년
- 2025년 1월 8일: 클리덴트가 2024 KBS N 브랜드 어워즈에서 의치세정제 부문을 수상하였다.

## 제품
일반의약품
- 판피린큐
- 판피린티
- 판텍큐
- 하노백
- 마이보라
- 미니보라30
- 멜리안
- 베나치오/베나치오F
- 베나치오키즈
- 비사진
- 챔프
- 암씨롱Q
- 멕시롱
- 베스타제포르테
- D-판테놀
- 타치온
- 노즈원큐
- 덱스원큐에스
- 스웨트롤패드
- 스웨티브센스
- 데오클렌

의약외품
- 박카스 (박카스D, 박카스F, 박카스디카페)
- 오늘비타
- 가그린
- 검가드
  - 검가드 치약 (제조원 : 케이엠제약㈜)
- 템포
- 아이봉 (일본 KOBAYASHI사 눈세정제)

생활건강 및 화장품
- 모닝케어
- 비겐 (비겐분말, 비겐크림톤, 비겐크림톤빠른염색 등)
- 질경이
- 파티온
- 조르단 칫솔
- 박카스맛 젤리 (제조원 : ㈜서주 2공장)

건강기능식품
- 써큐란
- 미니막스
- 셀파렉스 (제조의뢰원 : ㈜서흥)
- 락토바이브

## 단종제품
- 판피린
- 판피린주
- 판피린코프
- 판피린시럽
- 판피린에스
- 판피린에프
- 판피린허브
- 생명수
- 스키놀
- 나이후랑
- 에리카-씨
- 가나마이신
- 베스타제
- 박카스내복액
- 맥소롱
- 멕소롱골드
- 세다판 에이
- 다마린에스
- 훌로고시드
- 할로그
- 치옥탄에스
- 노베단
- 비오자임
- 락타시드
- 암씨롱
- 오파이린
- 하노백플러스
- 가스터 (현재 동아ST에서 제조판매 중.)
- 로얄디 (현재 동아오츠카에서 제조판매 중.)

## 본점 및 지점 현황[5]
- 본점: 서울특별시 동대문구 천호대로 64 (용두동)
- 서울지점: 서울특별시 동대문구 무학로25길 16 (용두동)
- 안양지점: 경기도 안양시 만안구 안양로 552 (석수동)
- 일산지점: 경기도 고양시 일산동구 경의로 25-38 (백석동)
- 부산지점: 부산광역시 연제구 거제천로270번길 16 (연산동)
- 대구지점: 대구광역시 동구 동부로22길 34 (신천동)
- 동부지점: 강원특별자치도 원주시 행가리1길 42-1 (무실동)
- 중부지점: 대전광역시 중구 어덕마을로 18 (용두동)
- 호남지점: 광주광역시 북구 하서로322번길 24-8 (양산동)

## 공장 현황[6]
- 천안공장: 충청남도 천안시 서북구 백석공단1로 200-23 (차암동)
- 이천공장: 경기도 이천시 경충대로2946번길 61 (사음동)
- 당진공장: 충청남도 당진시 합덕읍 인더스파크로 22

## 스타리그 후원
2008년부터 2010년까지 온게임넷 스타리그를 후원하였다.

## 같이 보기
- 동아오츠카
- 용마로지스
- 동아쏘시오그룹

## 기타
- 2017년에 청산수순을 밟은 조선무약의 솔표 브랜드를 인수하는 과정에서 인수비용문제로 인하여 낙찰을 하지못했다.
- 현재 동아제약이 당진공장 이전 하기 전에 과정에서 문제가 있었지만 공장이전 날짜가 변경을 하였다.